# Aeroportul Internațional Melbourne
Aeroportul Internațional Melbourne (IATA: MLB, ICAO: KMLB, FAA LID: MLB) este un aeroport din Florida, Statele Unite ale Americii ce deservește zona Melbourne⁠(d). Aeroportul a fost tranzitat în 2019 de 482.578 de pasageri. A fost numit după zona deservită.
Situat la o altitudine de 10 m, aeroportul dispune de 3 piste.

## Infrastructură

### Piste
Aeroportul dispune de 3 piste: 
- pista 05/23 din asfalt, cu dimensiunile 3.001 picioare × 75 picioare
- pista 09L/27R din asfalt, cu dimensiunile 6.000 picioare × 150 picioare
- pista 09R/27L din asfalt, cu dimensiunile 10.181 picioare × 150 picioare